# Kraków Grzegórzki (linia kolejowa nr 111)
Kraków Grzegórzki – dawna stacja kolejowa w Krakowie w dzielnicy II Grzegórzki na linii kolejowej nr 111 tzw. Kocmyrzówce. Stacja została otwarta dnia 14 grudnia 1899 roku, w 1963 została zdegradowana do stacji towarowej, a następnie do zespołu bocznic, a zlikwidowana ok. 1980 roku. Budynek dworcowy znajdował się w pobliżu obecnej Galerii Kazimierz. Przy stacji istniała wieża wodna.

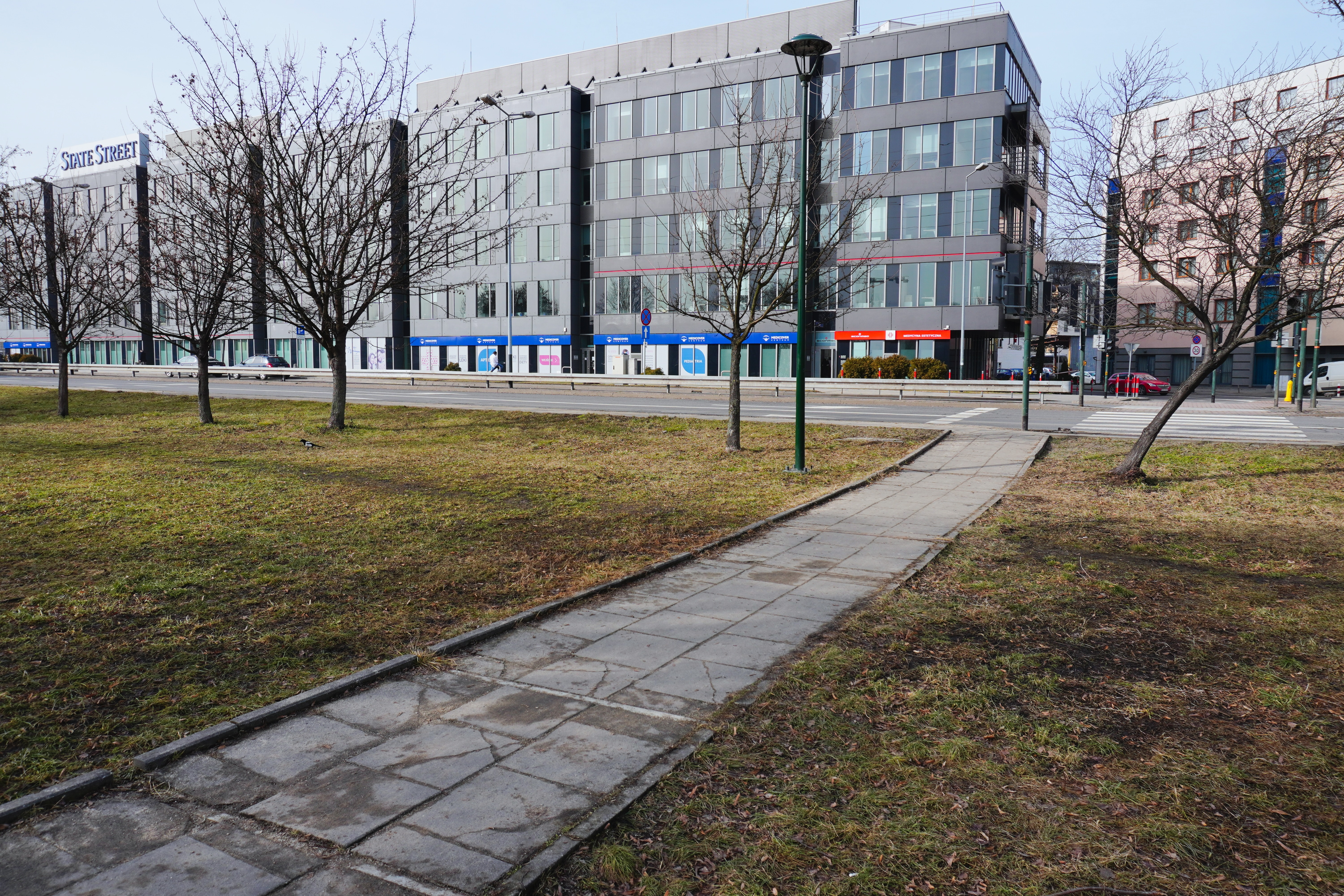
Teren dawnej stacji kolejowej Kraków Grzegórzki przy ulicy Podgórskiej. Widoczne pozostałości torów stacyjnych – szyny w nawierzchni chodnika (2021).
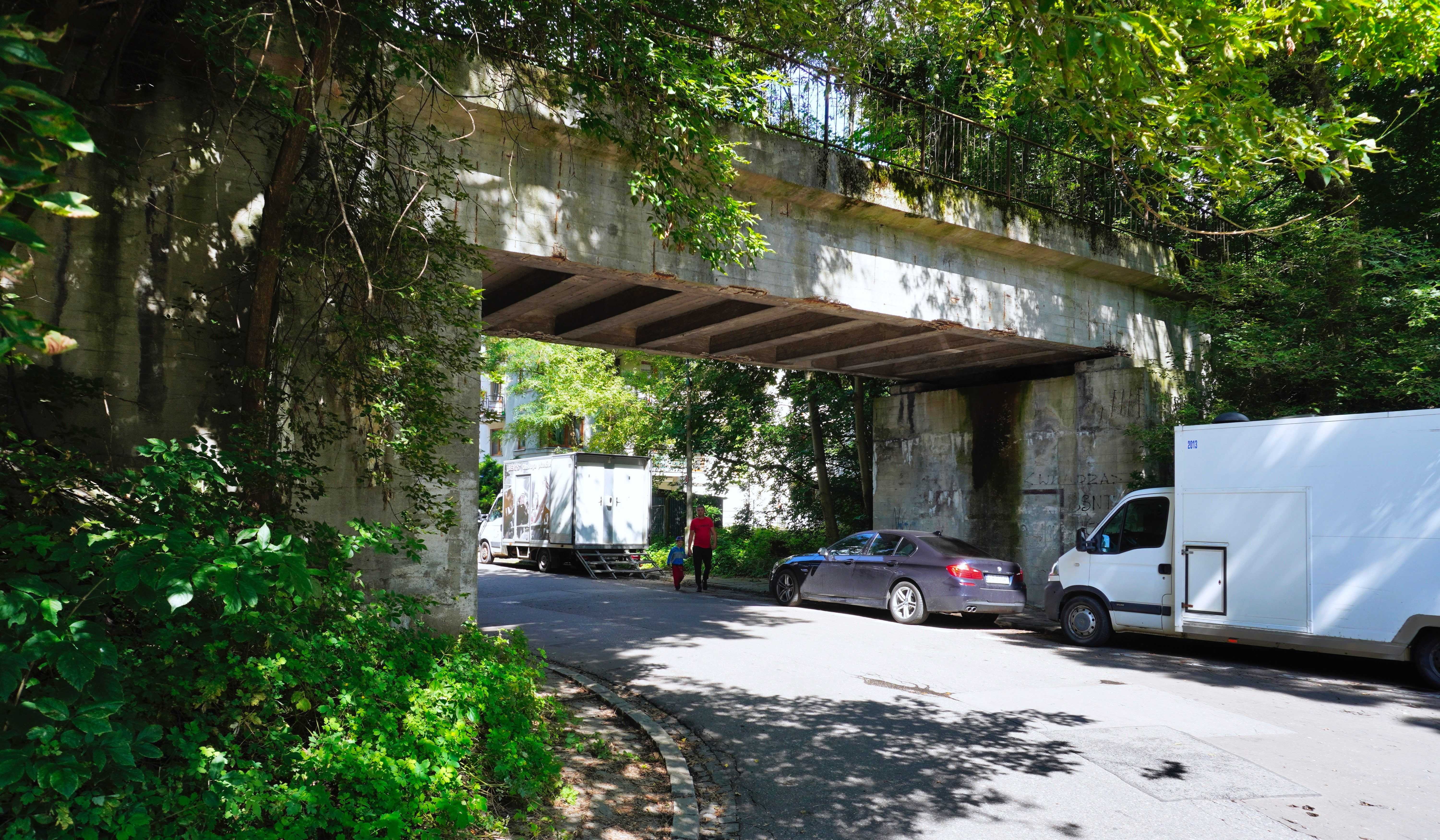
Dawny wiadukt kolejowy nad ulicą Żółtej Ciżemki, znajdujący się początkowo w ciągu zmodyfikowanego w latach 60. przebiegu linii kocmyrzowskiej, następnie po jej likwidacji w ciągu linii kolejowej nr 945, stanowiącej połączenie stacji Kraków Grzegórzki z małą obwodnicą kolejową